# Theodor Wisch
Pour les articles homonymes, voir Wisch.
Theodor Wisch (né le 13 décembre 1907 et décédé le 11 janvier 1995) est un général allemand des Waffen-SS qui a servi durant la Seconde Guerre mondiale.

## Biographie
Il est le fils d'un fermier. Il étudie à l'université de devient diplômé en agronomie. En 1930, il rejoint la SS, numéro de membre 4759. Il débute dans le 53e régiment SS "Dithmarschen" et devient Oberscharführer à Berlin. Le 28 juillet 1933, il a été nommé Untersturmführer.
Il est sur la photo à Versailles en 1940 avec tous les officiers dont Albert Frey (officier SS), Otto Baum, Hugo Kraas, Wilhelm Mohnke, Josef Dietrich, Kurt Meyer et d'autres... puis Adolf Hitler.
Il participe à la campagne de Pologne et le 30 janvier 1940 il devient Sturmbannführer. Il commande le 2e Bataillon d'un régiment d'infanterie. Il participe à la campagne des Balkans. En juin 1941, il combat en Union soviétique. Le 15 septembre 1941, il reçoit la croix de chevalier de la Croix de Fer. En automne 1942, il devient commandant du 2e régiment SS de Panzer Grenadier et est promu le 30 janvier 1943 Standartenführer. Lors de la bataille de Kharkov, il a reçoit le 25 février 1943 la Croix de guerre en or .
Il est, pendant la Bataille de Normandie, commandant de la 1re Panzerdivision SS Leibstandarte Adolf Hitler ("LSSAH")  avec le grade de SS-Brigadeführer (équivalent de général de brigade).
Après avoir été grièvement blessé lors des combats de la Poche de Falaise par des lance-grenades sur les deux jambes, Wisch est remplacé au commandement de la division "LSSAH" par le SS-Brigadeführer Wilhelm Mohnke. Cette division mena des combats défensifs contre l’armée américaine avant de se rendre en avril 1945 à Steyr.
Il est alors décoré de la croix de chevalier de la croix de fer avec feuilles de chêne et glaives.
Il est prisonnier de guerre chez les britanniques et est libéré en 1948. Il repose au cimetière de Barsbüttel, Stadtfriedhof de Hambourg.

## Récompenses
- Insigne de combat d'infanterie en Argent
- Insigne des blessés en Argent
- Croix allemande en or (25 février 1943)
- Croix de fer (1939)
  - 2e classe
  - 1re Classe (8 novembre 1939)
- Croix de chevalier de la croix de fer avec feuilles de chêne et glaives
  - Croix de chevalier de la croix de fer le 15 septembre 1941
  - avec feuilles de chêne le 12 février 1944 no 393
  - avec feuilles de chêne et glaives le 30 août 1944 no 94
- Mentionné dans le bulletin quotidien radiophonique Wehrmachtbericht le 31 décembre 1944